# Lecythis retusa
Lecythis retusa är en tvåhjärtbladig växtart som beskrevs av Richard Spruce och Otto Karl Berg. Lecythis retusa ingår i släktet Lecythis och familjen Lecythidaceae. IUCN kategoriserar arten globalt som nära hotad. Inga underarter finns listade i Catalogue of Life.